# Фердинандо I Гонзага
Фердинандо I (Фернандо) Гонзага (итал. Ferdinando Gonzaga; 26 апреля 1587 — 29 октября 1626) — герцог Мантуи и Монферрата с 1612 года. Унаследовал престол от своего старшего брата, умершего без наследников.

## Биография
Чтобы принять власть, Фердинандо, бывшему кардиналом с 20 лет, потребовалось снять сан. У нового герцога возник конфликт с герцогом Карлом Эммануилом I Савойским (Первая война за Монферрат), в котором Фердинандо поддержала Испания.
В годы своего правления Фердинандо, обладая высокими культурой и интеллектом, но не будучи наделён человеческой или политической мудростью, которая так помогала его предшественникам, не отличался большими достижениями и, в связи с плачевным финансовым положением своей семьи, начал распродажу фамильной коллекции, продолженную его наследниками.
Несмотря на успешную женитьбу на Екатерине Медичи (16 февраля 1617), дочери флорентийского герцога (после спешного аннулирования брака с дочерью простого графа — Камиллой Фаа, 1616), наследников также не имел, оставив после своей ранней смерти в 39-летнем возрасте престол следующему из своих братьев.

## Война за монферратское наследство
После смерти старшего брата, оставившего единственную дочь Марию, мантуанским герцогом стал Фердинандо I. При этом герцогскую корону Монферрата де-юре наследовала Мария, так как исторически это владение могло наследоваться по женской линии, что доказали, подняв исторические документы о том, как оно было присоединено к Мантуе — именно путём брака наследницы, последней из Палеологов.
Фердинандо I Гонзага неохотно подтвердил права своей малолетней племянницы (для чего пришлось из Савойи приехать Виктору Амадею, брату вдовствующей герцогини, и поддержать её), и Маргарита Савойская стала регентом Монферрата от имени своей трёхлетней дочери.
Отец Маргариты Карл-Эммануил Савойский от имени своей малолетней внучки предъявил права на Монферратское герцогство. Фердинандо Гонзага намеревался оставить владение своей племянницы в зоне своего влияния. Он планировал выдать замуж и Марию, и Маргариту, но события помешали ему, и 22 апреля 1613 года началась первая война за Монферрат, где Фердинандо оказался противником савойцев только формально; в действительности конфликт также включил Испанию и Францию. Карл-Эммануил вторгся в Монферрат, граничащий с Савойей, и оккупировал эту территорию от имени своей внучки. Новый мантуанский герцог призвал на помощь Испанию, чьим главным союзником в Италии он являлся. После различных переговоров военные действия Мантуи против Савойи начались в июне 1614 года.
В июне 1615 года французские и английские дипломаты способствовали заключения мира в Асти, где Испания обещала отозвать силы из Монферрата и не использовать «Испанскую дорогу» в течение полугода. Со своей стороны, Франция, Венеция и Англия пообещали защитить Савойю в случае атаки Испании. Савойя и Мантуя договорились оставить решение о праве наследования Монферрата за сюзереном герцогства — императором Священной Римской империи. Кроме того, Савойскому герцогу пообещали, что Марию не выдадут замуж без его разрешения.
Второй раз герцог Савойский вторгся в Монферрат в сентябре 1616 года с силами из 10 тыс. французских «волонтёров» (которые ему были предоставлены после Луденского мира) и 4 тыс. немцев. Хотя в Ломбардии размещались испанские войска, они не могли оказать помощь Мантуанскому герцогу. В мае 1617 года 2,5 тыс. датчан высадились в Венеции и присоединились к осаде мантуанской крепости Градиска. Убийство Кончини во Франции положило конец очередной гражданской войне и освободило ряд военных сил, которые двинулись через Альпы на помощь Савойе. К счастью для Габсбургов, посредничество папы римского положило конец борьбе за Монферрат в октябре 1617 года миром в Павии. Это позволило Испании послать средства и войска Фердинанду в обмен на обещание территорий и поддержки Матвея как короля Венгрии и Богемии..
Война шла четыре года и закончилась миром в Мадриде и отказом Савойи от своих требований Монферрата. Мария Гонзага была помещена своим дядей в монастырь святой Урсулы в Мантуе.